# Petra Stienen
Pour les articles homonymes, voir Stienen.
Petra Stienen, née en 1965, est une avocate néerlandaise spécialisée dans les droits de l'Homme, ayant plus de trente ans d'expérience dans les domaines de la diplomatie, des relations internationales, de la société civile, de l'entrepreneuriat social et de la politique.
Après une carrière de diplomate aux Pays-Bas et ayant travaillé comme conseillère indépendante, elle a en juin 2015 été élue au Sénat en tant que représentante du parti Démocrates 66. Petra Stienen est connue pour ses commentaires politiques perspicaces sur le monde arabe, en particulier lors des révolutions arabes, où elle s'est concentrée sur l'amplification de diverses voix en faveur de la justice sociale, de la dignité et de l'égalité.

## Enfance et éducation
Petra Stienen est née à Roermond, dans le sud des Pays-Bas. Elle a grandi dans des circonstances modestes; son père était peintre en bâtiment et sa mère femme au foyer. Elle a été élevée dans la foi catholique romaine. Son parcours a eu une profonde influence sur son engagement en faveur de la promotion des droits humains, en particulier des filles et des femmes, de l'égalité des chances et de la justice sociale pour tous.
Elle a poursuivi ses études en langue arabe à l'Université de Leyde et à l'Université du Caire, pour finalement obtenir une maîtrise en études du Moyen-Orient à la School of Oriental and African Studies du Royaume-Uni. Son expertise en langue et culture arabes a facilité ses interactions et collaborations avec des personnes de différents horizons culturels à travers l'Europe.

## Carrière diplomatique (1992 - 2009)
En 1992, Petra Stienen commence sa carrière diplomatique au ministère néerlandais des Affaires étrangères. Elle a été basée au Caire jusqu'en 1999, où son travail s'est concentré sur les droits de l'homme, le développement et la culture. De 1999 à 2004, elle a servi à Damas, en Syrie, où elle a travaillé sur les questions d'asile et de droits de l'homme. À son retour aux Pays-Bas en 2004, elle est devenue responsable politique principale au département du Genre du ministère des Affaires étrangères. De 2005 à 2009, elle a occupé le poste de chef adjointe du département Amérique du Nord, se concentrant sur les relations bilatérales avec les États-Unis,.

## Conseiller stratégique, auteur, conférencier et coach en leadership (2010 - présent)
En septembre 2009, Petra Stienen a abandonné sa carrière diplomatique pour poursuivre une carrière de consultante. Ses clients comprenaient des agences gouvernementales, des organisations non gouvernementales, des gouvernements et des entreprises internationales. Ses chroniques étaient régulièrement publiées dans le magazine féministe Opzij et le quotidien De Limburger, et elle écrivait également pour NRC Handelsblad et de Volkskrant. Elle a écrit quatre livres durant cette période. Elle est devenue une commentatrice bien connue à la télévision et à la radio, dû à sa spécialisation dans le domaine politique du Moyen-Orient, en particulier par rapport aux révolutions arabes. Elle est une invitée régulière des conférences sur des sujets tels que le rôle des Pays-Bas et de l'Europe au Moyen-Orient, l'intégration, les droits des femmes et l'égalité des genres.
De plus, elle est reconnue pour sa modération professionnelle de conférences et de séminaires liés aux affaires internationales, aux droits de la personne et à l'égalité des genres. Petra Stienen a également coaché des dirigeants de divers domaines sur le leadership charismatique.

## Carrière politique
Lors des élections sénatoriales néerlandaises de 2015, Petra Stienen a été élue représentante du parti Démocrates 66 et a prêté serment le 9 juin 2015. Elle a apporté d'importantes contributions législatives, notamment l'adoption du projet de loi sur l'environnement. En 2019, elle a été élue pour un second mandat, axé sur la législation en matière d'asile et de migration. Petra Stienen était membre de la commission d'enquête parlementaire sur la législation anti-discrimination et a joué un rôle clé dans l'établissement d'une politique étrangère féministe par le gouvernement néerlandais.
En tant que membre du Sénat, Petra Stienen fait partie de la délégation néerlandaise auprès de l'Assemblée parlementaire du Conseil de l'Europe (APCE) depuis 2017 et a dirigé la délégation de 2019 à 2023. Elle était membre de l'Alliance des libéraux et démocrates pour Europe (faction ALDE-PACE) et a été membre des commissions sur l'égalité, la non-discrimination, la migration et les droits de l'homme,.

## D'autres activités
Petra Stienen considère important de consacrer une partie de son temps au bénévolat. Aussi, elle fait partie de différents conseils d'administration dans le secteur culturel et social. Voici une sélection de ses activités:
- Membre du conseil d'administration de l'association de logement social Wonen Limburg (2019 – présent)
- Président du conseil d'administration du musée Bonnefanten à Maastricht (2019 – présent)
- Action For Hope, membre du conseil d'administration et de l'assemblée générale (2015 – présent)
- Conseil européen des relations extérieures (ECFR), membre du Conseil (2014 - 2022) [8]
- Masterpeace, Membre du Conseil d'Administration (2010 - 2016)
- Care International, membre du conseil d'administration néerlandais et international (2009 - 2015) [9]

## Récompenses et honneurs
En février 2012, Petra Stienen a reçu le Women in the Media Award 2011 en reconnaissance de son talent en communication. En 2013, la province du Limbourg lui a décerné le Prix d'inspiration du Fonds culturel Prince Bernhard Limburg pour ses écrits sur la diversité et l'inclusion. En 2016, elle a reçu le prix Aletta Jacobs de l'Université de Groningue pour « avoir utilisé son travail pour représenter et transmettre les voix de femmes qui autrement ne seraient pas entendues ».

## Vie privée
Petra Stienen est végétarienne. Elle réside actuellement à La Haye,.

## Publications
- Dromen van een Arabische lente. Rêver d'un printemps arabe. Un diplomate néerlandais au Moyen-Orient. New Amsterdam, Amsterdam, 2008.
- Het andere Arabische geluid. Een nieuwe toekomst voor het Midden-Oosten?. Un nouvel avenir pour le Moyen-Orient. New Amsterdam, Amsterdam, 2012.
- Terug naar de Donderberg. Retour au Donderberg. Portrait d'un quartier mondial. New Amsterdam, Amsterdam, 2015.
- Vergroot je charisma & krijg meer aandacht for je verhaal. Augmentez charisme et attirez plus d'attention sur votre histoire. Co-écrit avec Maximiliaan Winkelhuis. New Amsterdam. Amsterdam, 2019.